# Феррон (Юта)
Феррон (англ. Ferron) — місто (англ. city) в США, в окрузі Емері штату Юта. Населення — 1474 особи (2020).

## Географія
Феррон розташований за координатами 39°5′28″ пн. ш. 111°8′3″ зх. д. / 39.09111° пн. ш. 111.13417° зх. д. (39.091043, -111.134182).  За даними Бюро перепису населення США в 2010 році місто мало площу 5,55 км², уся площа — суходіл. В 2017 році площа становила 6,03 км², уся площа — суходіл.

### Клімат
| Клімат : Феррон                                            | Клімат : Феррон | Клімат : Феррон | Клімат : Феррон | Клімат : Феррон | Клімат : Феррон | Клімат : Феррон | Клімат : Феррон | Клімат : Феррон | Клімат : Феррон | Клімат : Феррон | Клімат : Феррон | Клімат : Феррон | Клімат : Феррон |
| Показник                                                   | Січ.            | Лют.            | Бер.            | Квіт.           | Трав.           | Черв.           | Лип.            | Серп.           | Вер.            | Жовт.           | Лист.           | Груд.           | Рік             |
| Абсолютний максимум, °C                                    | 17,2            | 20,0            | 27,2            | 30,0            | 35,6            | 37,8            | 38,9            | 40,0            | 36,1            | 31,1            | 25,0            | 17,8            | 40,0            |
| Середній максимум, °C                                      | 2,3             | 5,4             | 10,8            | 16,2            | 21,6            | 27,4            | 31,1            | 29,7            | 25,4            | 18,7            | 10,1            | 3,4             | 16,9            |
| Середній мінімум, °C                                       | −11,4           | −8              | −3,4            | 0,9             | 6,0             | 10,9            | 14,7            | 13,3            | 8,4             | 2,0             | −4,8            | −10,1           | 1,6             |
| Абсолютний мінімум, °C                                     | −27,2           | −26,1           | −17,2           | −10,6           | −5,6            | −2,8            | 3,9             | 1,7             | −5,6            | −13,3           | −20             | −29,4           | −29,4           |
| Норма опадів, мм                                           | 17              | 15              | 14              | 13              | 18              | 13              | 22              | 26              | 24              | 23              | 13              | 14              | 212             |
| ---------------------------------------------------------- | --------------- | --------------- | --------------- | --------------- | --------------- | --------------- | --------------- | --------------- | --------------- | --------------- | --------------- | --------------- | --------------- |
| Джерело: http://www.wrcc.dri.edu/cgi-bin/cliMAIN.pl?ut2798 |                 |                 |                 |                 |                 |                 |                 |                 |                 |                 |                 |                 |                 |

## Демографія
Згідно з переписом 2010 року, у місті мешкало 1626 осіб у 549 домогосподарствах у складі 439 родин. Густота населення становила 293 особи/км².  Було 603 помешкання (109/км²).
Расовий склад населення:
| - 96,0 % — білих - 1,0 % — корінних американців - 0,5 % — чорних або афроамериканців - 0,2 % — азіатів - 1,2 % — осіб інших рас |

До двох чи більше рас належало 1,1 %. Частка іспаномовних становила 2,6 % від усіх жителів.
За віковим діапазоном населення розподілялося таким чином: 29,5 % — особи молодші 18 років, 57,5 % — особи у віці 18—64 років, 13,0 % — особи у віці 65 років та старші. Медіана віку мешканця становила 34,5 року. На 100 осіб жіночої статі у місті припадало 95,9 чоловіків;  на 100 жінок у віці від 18 років та старших — 95,4 чоловіків також старших 18 років.
Середній дохід на одне домашнє господарство  становив 54 019 доларів США (медіана — 50 313), а середній дохід на одну сім'ю — 60 290 доларів (медіана — 55 167). За межею бідності перебувало 9,9 % осіб, у тому числі 13,1 % дітей у віці до 18 років та 10,9 % осіб у віці 65 років та старших.
Цивільне працевлаштоване населення становило 583 особи. Основні галузі зайнятості: освіта, охорона здоров'я та соціальна допомога — 26,8 %, сільське господарство, лісництво, риболовля — 15,6 %, будівництво — 14,1 %.